# Prochilodus magdalenae
El sábalo, coporo o bocachico (Prochilodus magdalenae) es un pez de agua dulce y de clima tropical. Vive en ciénagas y ríos preferencialmente en tributarios laterales. Es originario de la cuenca del rio Magdalena, se encuentra principalmente en el fondo, es un pez succionador.

## Medida
Los machos miden al menos 30 cm, pero pueden llegar alcanzar los 50 cm de longitud total. La boca es pequeña, carnosa y prominente; provista de una serie de dientes diminutos en los labios; presenta espina predorsal punzante. El cuerpo es de color plateado uniforme; las aletas tienen matices rojos o amarillos; escamas rugosas al tacto.

## Ciclo de vida
Durante la época de aguas altas permanece en las ciénagas alimentándose del detritus proveniente de la descomposición de materia orgánica de la vegetación acuática, aumentando en tamaño y peso. Con el inicio del periodo de aguas bajas, abandona las ciénagas y remonta los ríos en busca de los tributarios laterales, en una migración masiva conocida como "la subienda". Durante el período seco se alimenta de algas que crecen adheridas a las rocas y palos sumergidos. El gasto de energía para remontar los ríos y la dieta menos rica le hacen perder peso y se desencadena la maduración sexual. Con la llegada de la estación de lluvias retorna a las ciénagas. Durante el descenso tiene lugar el desove en los canales de los ríos y las aguas de desborde se encargan de transportar los alevinos a las planicies de inundación donde se reinicia el ciclo.

## Alimentación
El bocachico tiene una alimentación detritivora (se alimentan de detritos, materia orgánica en descomposición) succionando con su boca el lodo del fondo para aprovechar detritos orgánicos.

## Distribución geográfica
Se encuentran en Sudamérica y Panamá: cuencas de los ríos Atrato, río Catatumbo, río Caquetá, Sinú, San Jorge, Cauca y Magdalena en Colombia. río Changuinola,  río Teribe, río Yorkin y  río Sixaola en Panamá, río Orinoco

## Amenazas
La sobrepesca, métodos inadecuados de captura, contaminación, sedimentación por deforestación, introducción de especies exóticas y drenaje de cuerpos de agua o taponamiento de caños y quebradas lo han afectado. En Colombia pasó de "En peligro crítico" en 2002 a "Vulnerable" en 2012. Sin embargo, el estado mundial de la especie aún no ha sido evaluado por la IUCN.